# Kokusai Ku-8
Kokusai Ku-8 (яп. 四式特別輸送グライダ; тяжёлый армейский транспортный планёр Тип 4) — серийный планёр Императорской армии Японии периода Второй мировой войны. Кодовое имя союзников — «Гусь» (англ. Goose), позже «Гендер» (англ. Gander).

## История создания
В 1941 году Императорская армия Японии приняла на вооружение транспортный самолёт Kokusai Ki-59. Но после выпуска 59 экземпляров армия приняла на вооружение более совершенный самолёт Tachikawa Ki-54.
Но фирма Kokusai не отказалась от своей разработки и переоборудовала самолёт в планёр. Для этого были демонтированы двигатели, а в придачу к колёсному шасси были смонтированы две лыжи. Самолёт получил обозначение «Экспериментальный тяжёлый армейский планёр» (или Ku-8-I). Испытания показали, что планёр требует серьёзной доработки. Так, была укреплена конструкция крыла, а также носовая часть, через которую происходила загрузка и разгрузка планёра. После доработок планёр был принят на вооружение под названием «Тяжёлый армейский транспортный планёр Тип 4» (или Ku-8-II).
Обычно планёр буксировался самолётом Ki-21-II. Он мог транспортировать до 20 экипированных десантников или лёгкую пушку с расчётом. Всего было выпущено около 700 машин. Ku-8 стал единственным японским планёром, который массово использовался японской армейской авиацией.

## Модификации
- Ku-8-I — прототип
- Ku-8-II — серийный вариант
- Ku-8-III — проект усовершенствованного варианта
- Ki-111 — проект летающего танкера (на базе Ku-8-III с мотором)

## Тактико-технические характеристики
Источники:ref=topsid.com:Kokusai Ku-8-II, Japanese Aircraft of the Pacific War, Fighting gliders of World War II

### Технические характеристики
- Пассажиры: 20 человек
- Длина: 13,31 м
- Размах крыла: 23,20 м
- Масса снаряжённого: 3 500 кг

### Лётные характеристики
- Максимальная скорость буксировки: 224 км/ч